# Borysław
Borysław (ukr. Борислав) – miasto na Ukrainie, w rejonie drohobyckim, w obwodzie lwowskim, nad rzeką Tyśmienicą.
Ośrodek wydobycia ropy, gazu ziemnego i ozokerytu; przemysł chemiczny, porcelanowy, spożywczy i wytwórnia sztucznych diamentów. Węzeł drogowy.

## Historia
Wzmiankowany w 1387, od XIV wieku w granicach Królestwa Polskiego, następnie wraz z Koroną w Rzeczypospolitej. Po I rozbiorze Polski (1772) wcielone do monarchii Habsburgów, pozostawało w jej składzie na terytorium kraju koronnego Galicji do upadku Austro-Węgier (1918).

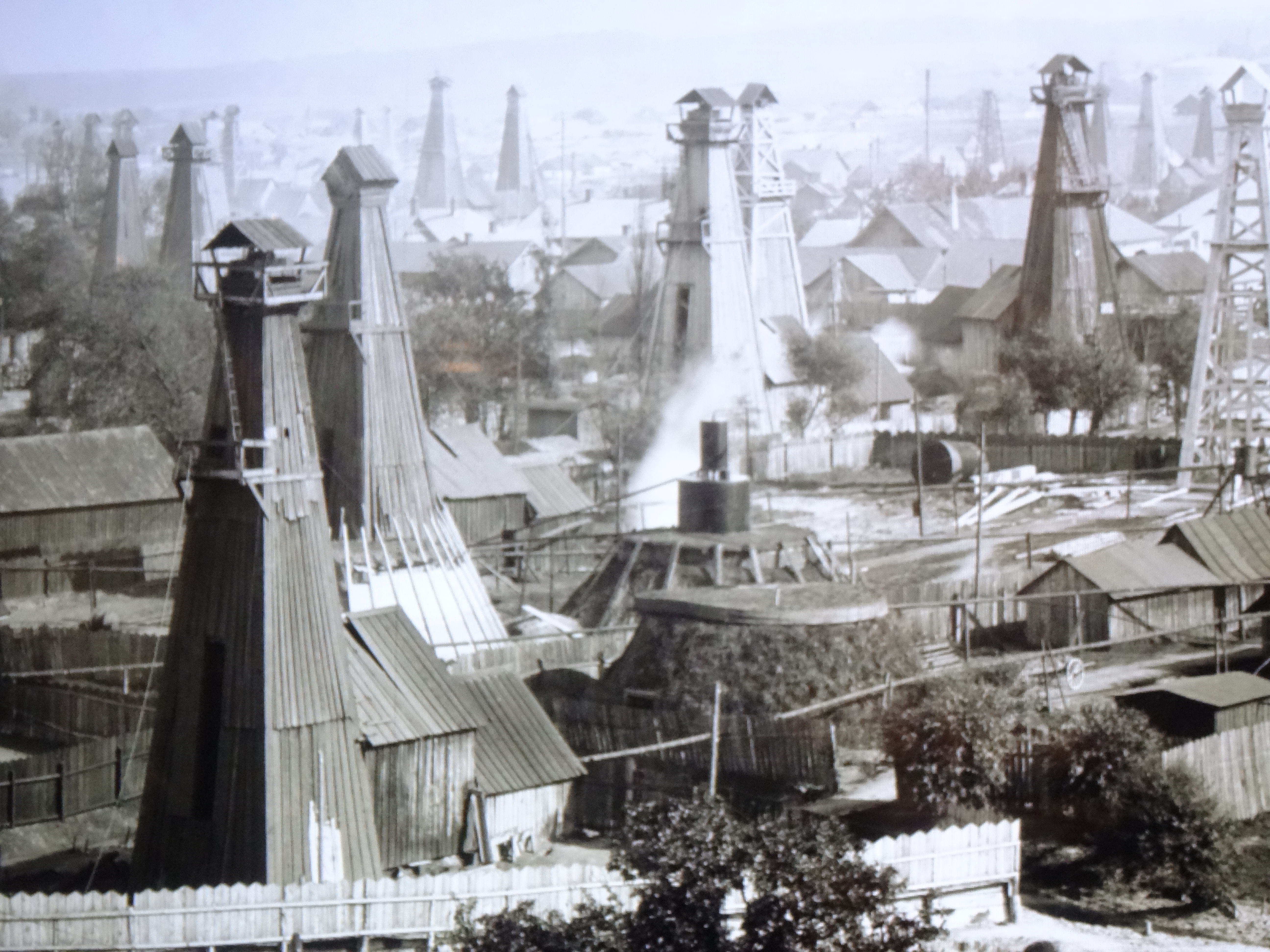
Szyby kopalni wydobywających „olej skalny”

W drugiej połowie XIX w. centrum przemysłu naftowego, potem także eksploatacji gazu ziemnego (Borysławskie Zagłębie Naftowe). Praktyczna Szkoła Wiercenia Kanadyjskiego, która istniała w Ropiance w latach 1885–1888, w 1888 r. przeniesiona została do Wietrzna, a w 1896 r. do Borysławia, gdzie od 1886 r. działała Szkoła Górnicza. W krótkim czasie w rejonie Borysławia wyrosło kilkanaście tysięcy szybów naftowych i powstało blisko tysiąc zajmujących się ich eksploatacją przedsiębiorstw zatrudniających ponad dziesięć tysięcy osób. W 1898 w mieście odsłonięto pomnik poświęcony Adamowi Mickiewiczowi. Ośrodek polskiego ruchu socjalistycznego (PPSD).
Pod koniec XIX w. istniejąca w Borysławiu mała drewniana kapliczka była za mała dla wzrastającej liczy wiernych obrządku rzymskokatolickiego. Wzniesiono więc nowy kościół, który poświęcono w 1902 r. W tym samym roku powstała przy nim parafia św. Barbary, wyodrębniona z parafii św. Bartłomieja w Drohobyczu.
Od 1 listopada 1918 do maja 1919 Borysław był pod administracją ZURL, od maja 1919 do 14 marca 1923 pod administracją tymczasową Polski, zatwierdzoną przez paryską konferencję pokojową 25 czerwca 1919. Suwerenność Polski na terytorium Galicji Wschodniej Rada Ambasadorów uznała 15 marca 1923.

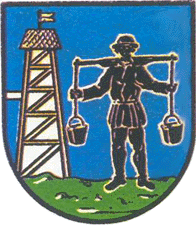
Herb Borysławia z okresu międzywojennego

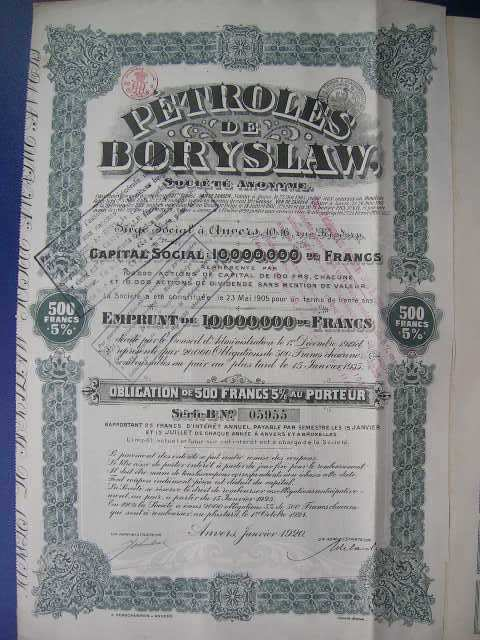
5% obligacja na 500 franków, na okaziciela, serii B, rok 1920

Od 15 marca 1923 do 16 sierpnia 1945 w granicach Polski w woj. lwowskim. 14 czerwca 1930 roku do Borysławia włączono Tustanowice oraz gminy podmiejskie: Mraźnica, Bania Kotowska, i Hubicze. W 1931 Borysław zamieszkiwało 41 683 osób, czyniąc go szóstym (po Lwowie, Wilnie, Stanisławowie, Grodnie i Brześciu) najludniejszym spośród miast utraconych przez Polskę 14 lat później. W 1933 roku Borysław otrzymał prawa miejskie. 
W sierpniu 1934 roku miał miejsce napad uzbrojonych bandytów na kancelarię kopalni nafty „Marja Teresa” koncernu „Małopolska” w Borysławiu, podczas którego zrabowano wypłatę dla robotników tej kopalni.
W nocy z 3 na 4 marca 1935 roku miał miejsce pożar na kopalni ropy naftowej „Zeus-Paulus” w Borysławiu. 
Ze względu wzrost ludności rzymskokatolicka parafia zbudowała kościoły filialne w Mraźnicy (1934) i w Hubiczach (1936). W latach 1932–1935 wikariuszem parafii był ks. Władysław Findysz, ogłoszony błogosławionym Kościoła katolickiego w 2005 r.
We wrześniu 1939 r. nacjonaliści ukraińscy zamordowali 5 żołnierzy z tutejszego batalionu Obrony Narodowej oraz 5 innych polskich żołnierzy. Do końca wojny z rąk banderowców na tym terenie zginęło łącznie ok. 70 Polaków. W 1940 roku istniał przejściowo rejon borysławski.
Po agresji ZSRR na Polskę miasto znalazło się pod sowiecką okupacją. Nastąpiły aresztowania elit miasta przez NKWD i deportacje ludności, głównie polskiej, w głąb ZSRR. Po ataku III Rzeszy na ZSRR funkcjonariusze NKWD zamordowali w miejscowym areszcie co najmniej kilkadziesiąt osób (głównie Ukraińców, lecz również Polaków).
1 lipca 1941 do miasta wkroczyły oddziały niemieckie. W dniach 2–3 lipca 1941 miejscowa ludność urządziła pogrom, w którym zginęło co najmniej 250 Żydów. W okresie niemieckiej okupacji miasto zostało włączone administracyjnie do Dystryktu Galicja Generalnego Gubernatorstwa. W latach 1941–1943 okupacyjne władze niemieckie niemal całkowicie eksterminowały ludność żydowską Borysławia, która na początku okupacji liczyła ok. 13 tys. osób. Z tej liczby przeżyło ok. 400 osób, w tym m.in. rodzina Szewacha Weissa.
7 sierpnia 1944 miasto zostało ponownie okupowane przez Armię Czerwoną (oddziały 4 Frontu Ukraińskiego).
Po konferencji jałtańskiej (4–11 lutego 1945), wyłoniony w konsekwencji jej ustaleń Tymczasowy Rząd Jedności Narodowej podpisał 16 sierpnia 1945 umowę z ZSRR, uznając nieco zmodyfikowaną linię Curzona za wschodnią granicę Polski, w oparciu o porozumienie o granicy zawarte pomiędzy PKWN i rządem ZSRR 27 lipca 1944. W konsekwencji umowy Borysław i wschodnią część województwa lwowskiego włączono do Ukraińskiej Socjalistycznej Republiki Radzieckiej w ramach ZSRR.
W latach 1944–1946 władze sowieckie przeprowadziły wobec Polaków akcje wysiedleńczą, oraz pozbawiły wiernych obu rzymskokatolickich świątyń znajdujących się przed II wojną w Borysławiu.
Po rozpadzie ZSRR miasto administracyjnie weszło w skład Ukrainy. Kościoły rzymskokatolickie nie zostały zwrócone wiernym, a przekazane cerkwi greckokatolickiej i prawosławnej. W 2012 roku oddano do użytku nowo wybudowany – ze składek darczyńców polskich i polonijnych – kościół rzymskokatolicki św. Barbary.
28 lutego 2011 Rada Miejska Borysławia nadała honorowe obywatelstwo miasta Borysławia Stepanowi Banderze, Romanowi Szuchewyczowi i Jewhenowi Konowalcowi. W mieście znajduje się także wybudowany w 1998 roku z inicjatywy samorządowych władz ukraińskich pomnik Stepana Bandery.
W Borysławiu działa oddział Towarzystwa Kultury Polskiej Ziemi Lwowskiej. W 1998 r. poświęcono przebudowaną z magazynu rzymskokatolicką kaplicę Matki Bożej Nieustającej Pomocy, która spłonęła w 2005 r. W następnym roku zaczęła się budowę nowego kościoła, który 22 września 2013 r. konsekrował arcybiskup lwowski Mieczysław Mokrzycki. Parafię obsługują księża redemptoryści z parafii Wniebowzięcia Najświętszej Maryi Panny w Truskawcu. Przy kościele działa wspólnota sióstr służebniczek starowiejskich.

## Gospodarka
W mieście rozwinął się przemysł chemiczny, porcelanowy, obuwniczy, spożywczy oraz drzewny.

## Sport
Do 1939 roku w mieście działał klub piłkarski Strzelec Borysław.

## Ludzie związani z Borysławiem

### Urodzeni w Borysławiu
- Zbigniew Balik (ur. 1935) – polski polityk, samorządowiec, chemik,
- Adam Daniewicz (1906–1984) – polski aktor, pedagog,
- Roman Daszkewycz – ukraiński polityk,
- Wilhelm Dichter (1935) – polski pisarz pochodzenia żydowskiego
- Wilhelm Friedberg (1873–1941) – polski geolog i paleontolog,
- Lily Fuchsberg (ur. 1942) – francuska muzykolożka
- Witold Hryniewski (1925–2007) – polski działacz sportowy i społeczny, członek organizacji kombatanckich, sekretarz Krajowej Rady Żołnierzy Weteranów Września 1939,
- Włodzimierz Hubicki (1914–1977) – polski chemik,
- Zdzisław Leśniak (1930–2002) – polski aktor teatralny i filmowy, także reżyser,
- Marta Lipińska (ur. 1940) – polska aktorka teatralna, radiowa, filmowa i telewizyjna,
- Józef Lipman (ur. 1931) – emerytowany prof. PW, wydz. chem., specjalizacja naukowa: technologia nafty, petrochemia, kataliza, przeżył w Borysławiu Holocaust.
- Dmytro Mycak – ukraiński narciarz alpejski,
- Władysław Nehrebecki (1923–1978) – polski reżyser i twórca filmów animowanych, projektodawca serialu animowanego „Bolek i Lolek”, jeden z pionierów polskiej animacji,
- Roman Stanisławowycz Pecyna (1950–2010) – arcybiskup drohobycki i samborski Ukraińskiej Autokefalicznej Cerkwi Prawosławnej
- Kazimierz Rolewicz (1898–1986) – podpułkownik piechoty Wojska Polskiego i Armii Krajowej,
- Marek Staffa (ur. 1942) – polski architekt, autor publikacji krajoznawczych poświęconych Sudetom,
- Janusz Sztumski (ur. 1930) – socjolog profesor zwyczajny
- Wiesław Sztumski (ur. 1934) – profesor, fizyk, filozof
- Jerzy Trunkwalter (1933–2007) – polski dziennikarz, teoretyk i krytyk filmowy,
- Piotr Wach (ur. 1944) – polski polityk, profesor, nauczyciel akademicki, senator VI, VII i VIII kadencji III RP, były rektor Politechniki Opolskiej,
- Jerzy Ważny (1927–2010) – polski naukowiec, profesor zwyczajny, członek rzeczywisty Polskiej Akademii Nauk, twórca polskiej szkoły ochrony i konserwacji drewna,
- Szewach Weiss (1935-2023) – izraelski polityk, ambasador Izraela w Polsce w latach 2000–2003,
- Wira Wowk (ur. 1926) – ukraińska poetka, historyk literatury, literaturoznawca, tłumaczka z języka ukraińskiego na język portugalski,
- Marek Tomasz Zahajkiewicz (1934–2015) – polski duchowny rzymskokatolicki, teolog, historyk Kościoła, profesor,
- Zdzisław Żygulski (1921–2015) – polski historyk i teoretyk sztuki, profesor

### Związani z Borysławiem
- Aleksander Roman Boroński (1893–1975) – polski dowódca wojskowy, major artylerii Wojska Polskiego,
- Tadeusz Chłapowski (1870–1938) – polski przemysłowiec naftowy, dyrektor Towarzystwa Naftowego „Galicja”, burmistrz Borysławia w l. 1915-17
- Robert Doms (1816–1893) – lwowski działacz społeczny, przedsiębiorca, filantrop
- Władysław Findysz (1907 – 1964) – ksiądz rzymskokatolicki, w l. 1932-35 wikary w parafii św. Barbary w Borysławiu, w 2005 r. ogłoszony błogosławionym Kościoła katolickiego[12].
- Maksymilian Fingerchut (1890–1955) – działacz przemysłu naftowego,
- Władysław Grzegorczyk (1905-1981) – polski Sprawiedliwy wśród Narodów Świata.
- Roman Machnicki (1889–1943) – oficer, przedsiębiorca branży naftowej, burmistrz Borysławia w okresie II Rzeczypospolitej
- Wincenty Markowski (1874–1958) – polski działacz socjalistyczny,
- Wilhelm Russ (1873–1934) – nestor fotografii polskiej,
- Konstanty Tołwiński (1876–1961) – polski geolog, specjalista geologii Karpat,
- Zbigniew Stanisław Wyszyński (1916–1992) – polski geolog, specjalista złóż ropy naftowej, wiertnik, specjalista wierceń naftowych i hydrogeologicznych,
- Jan Zeh (1817–1897) – polski przemysłowiec, pionier przemysłu naftowego, jedyny posiadacz uprawnień przetwarzania ropy naftowej w Galicji.
- Władysław Długosz (1864-1937) – polski przemysłowiec, finansista i pionier naftowy, polityk

### Sprawiedliwi wśród Narodów Świata(ratujący Żydów w Borysławiu)
Na polskiej liście Sprawiedliwych:
- Józef i Eleonora Baranowie[27]

- Henryk Borek i jego syn Julian[28]
- Stefania Cichocka[29]
- Władysław i Waleria Dubisowie[30]
- Genowefa Rudnicka (po mężu Eilberg)[31]
- Stanisława Fedorcio[32]
- Aniela Fedorów, jej córki Maria Patlewicz, Ewa Miernowska i Joanna Mosingiewicz oraz zięć Edward Mosingiewicz[33]
- Maria Firszt (zamordowana przez Niemców za pomoc Żydom) i jej syn Mieczysław[34][35]
- Michał i Anna Góralowie (ukrywali Szewacha Weissa i jego rodzinę)[36]
- Władysław i Olga Grzegorczykowie[37]
- Alfred i Helena Huczkowie i ich córka Stefania (po mężu Kruk)[38]
- Leontyna Kobak oraz jej córki Zofia Pawłowicz i Ewa Pawłowicz[39]
- Wanda Kozielec[40]
- Józef i Helena Krzyształowscy oraz ich córka Irena[41]
- Helena Kurek (później Sara Blam)[42]
- Helena Leszczyńska[43]
- Genowefa Majewska[44]
- Szymon i Helena Najdkowie[45]
- Janina Niemiec[46]
- Zenobia Nowak i jej córka Jadwiga Bogdanowicz-Krucaj (z d. Nowak)[47]
- Janina Opałka (po mężu Russ)[48]
- Andrzej Osikowicz (1900–1943) – ks, wikariusz (1928-1931), a następnie proboszcz (1931-1943) parafii św. Barbary w Borysławiu, zamordowany w obozie koncentracyjnym na Majdanku[49]
- Kazimierz Pancerz[50]
- Stanisław i Aleksandra Pudłowie oraz ich dzieci Władysław i Janina (po mężu Pietrenko)[51]
- Tadeusz i Maria Potężni (wspólnie z ukraińską rodziną Szczepaniuków ukrywali Szewacha Weissa i jego rodzinę)[52]
- Józef Ryś[53]
- Mieczysław i Eugenia Sajewiczowie[54]
- Michalina Tympalska[55]
- Adam Zoszak[56]

Na ukraińskiej liście Sprawiedliwych:
- Roman i Anna Makarowie[57]
- Hanna Miniw, jej siostra Feodosija Miniw (po mężu Horn) i jej córka Hanna Miniw (po mężu Szuba)[58][59][60][61][62]
- Olha Nanyneć (Nowak)[63][64]
- Matriona Popel, jej syn Wasyl i synowa Stefanija[65]
- Bartołomej Stecyk[66][67]
- Roman i Julija Szczepaniukowie (wspólnie z polską rodziną Potężnych ukrywali Szewacha Weissa i jego rodzinę)[68]
- Mykołaj i Rozalija Szewczukowie oraz ich syn Mirosław[69][70][71]

## Galeria

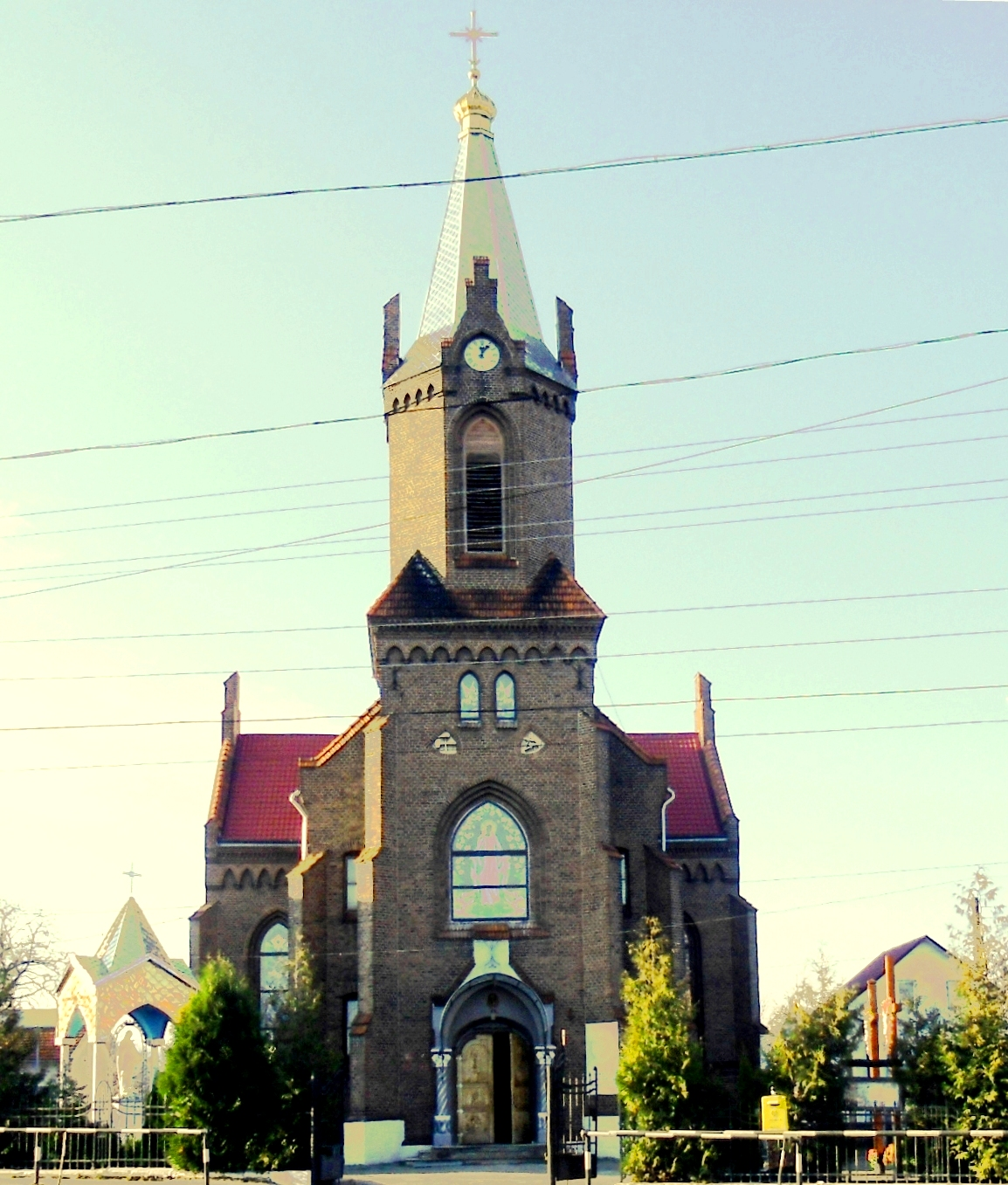
Cerkiew greckokatolicka św. Anny (do 1945 kościół św. Barbary)
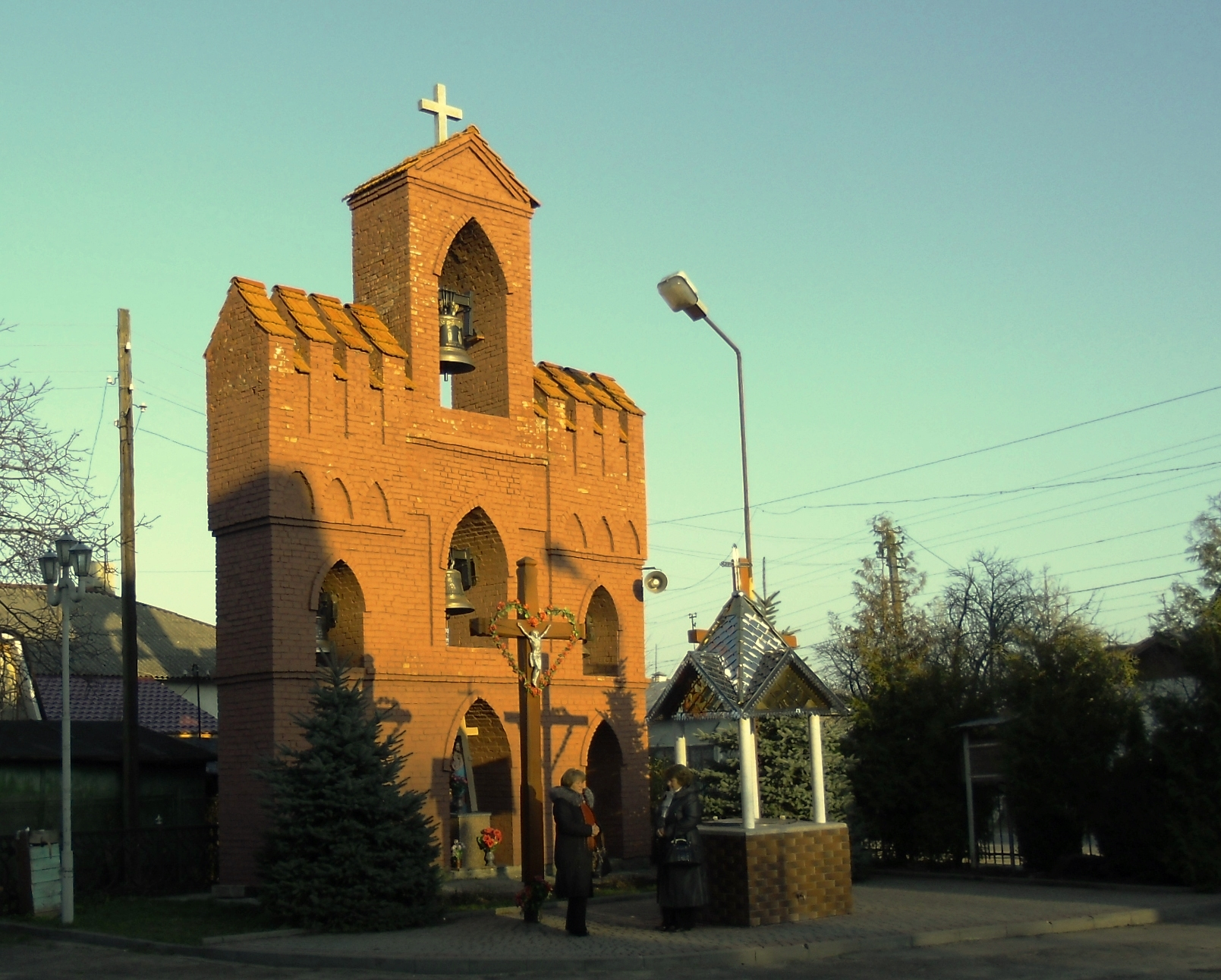
Dzwonnica przy greckokatolickiej cerkwi św. Anny
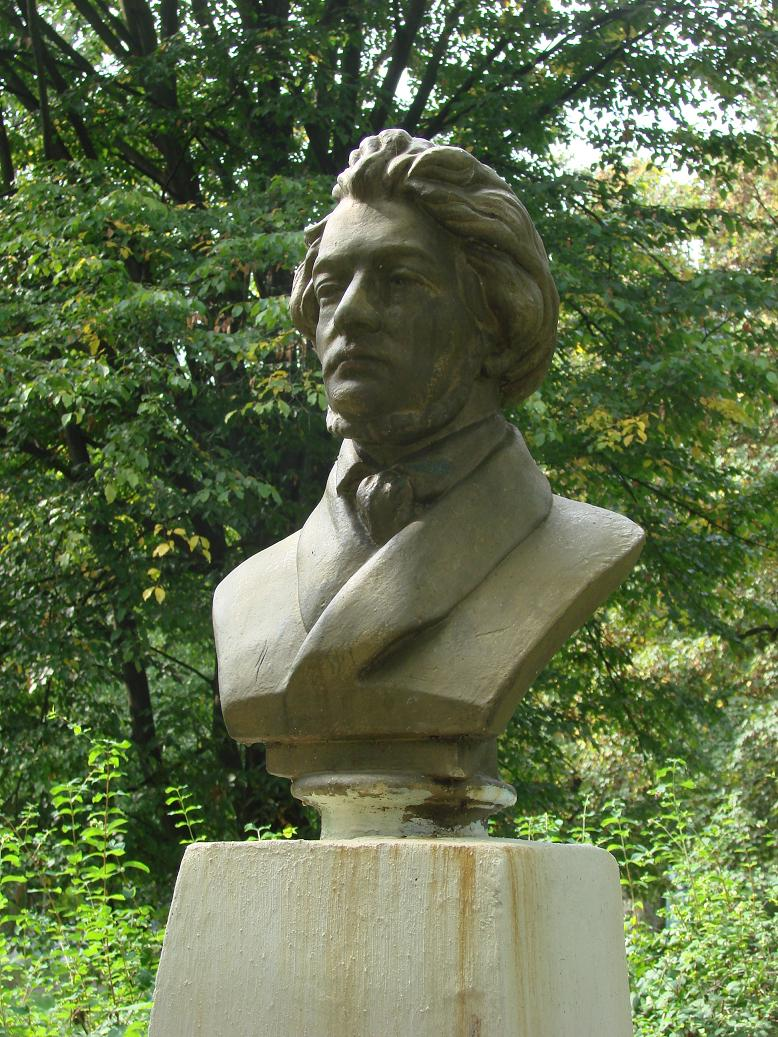
Pomnik Adama Mickiewicza
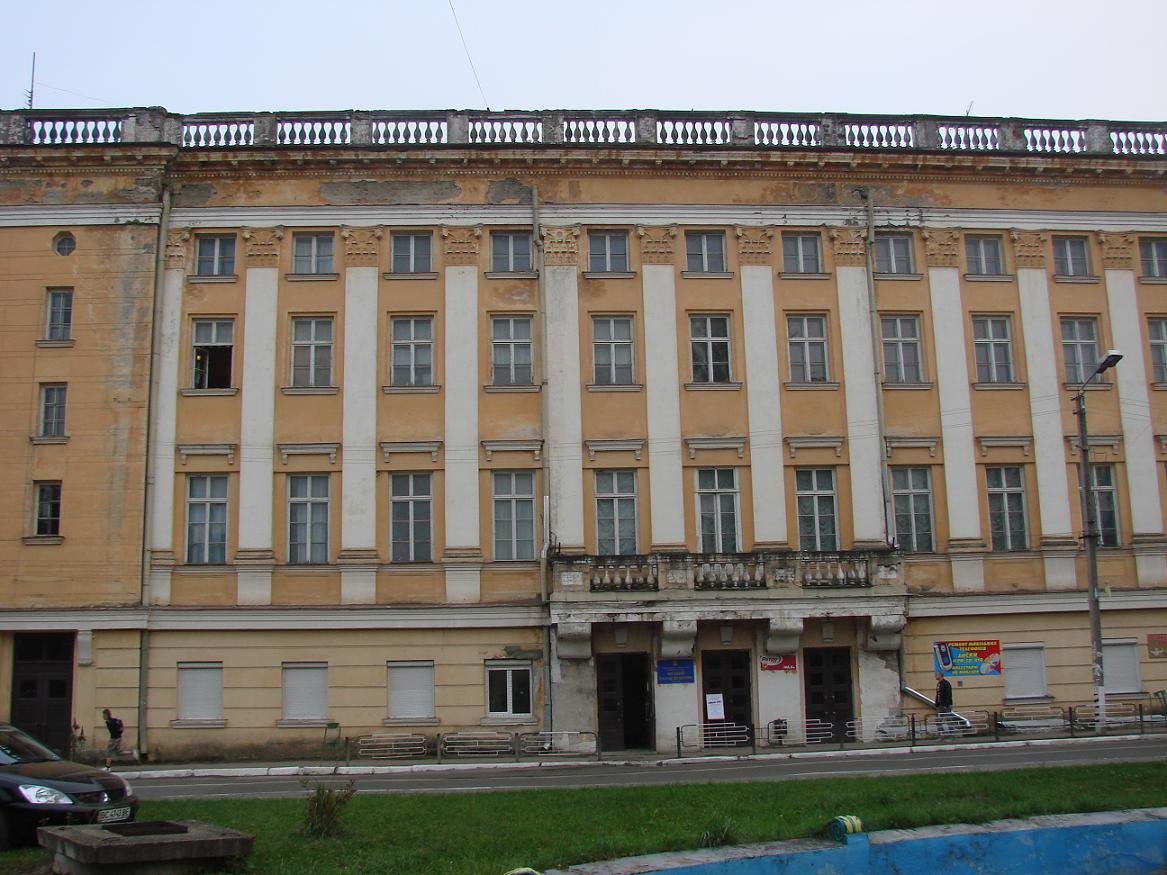
Pałac Kultury
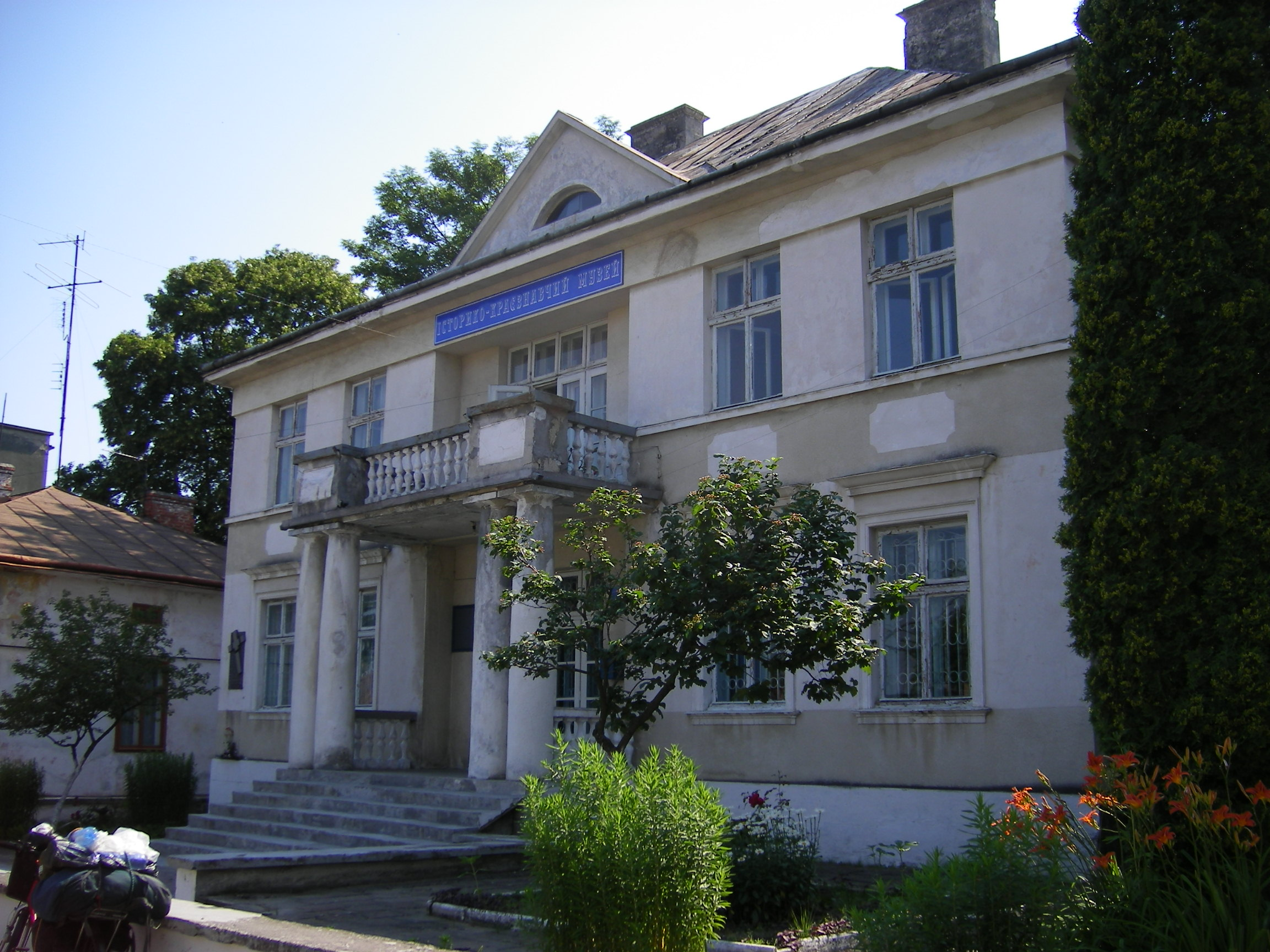
Muzeum
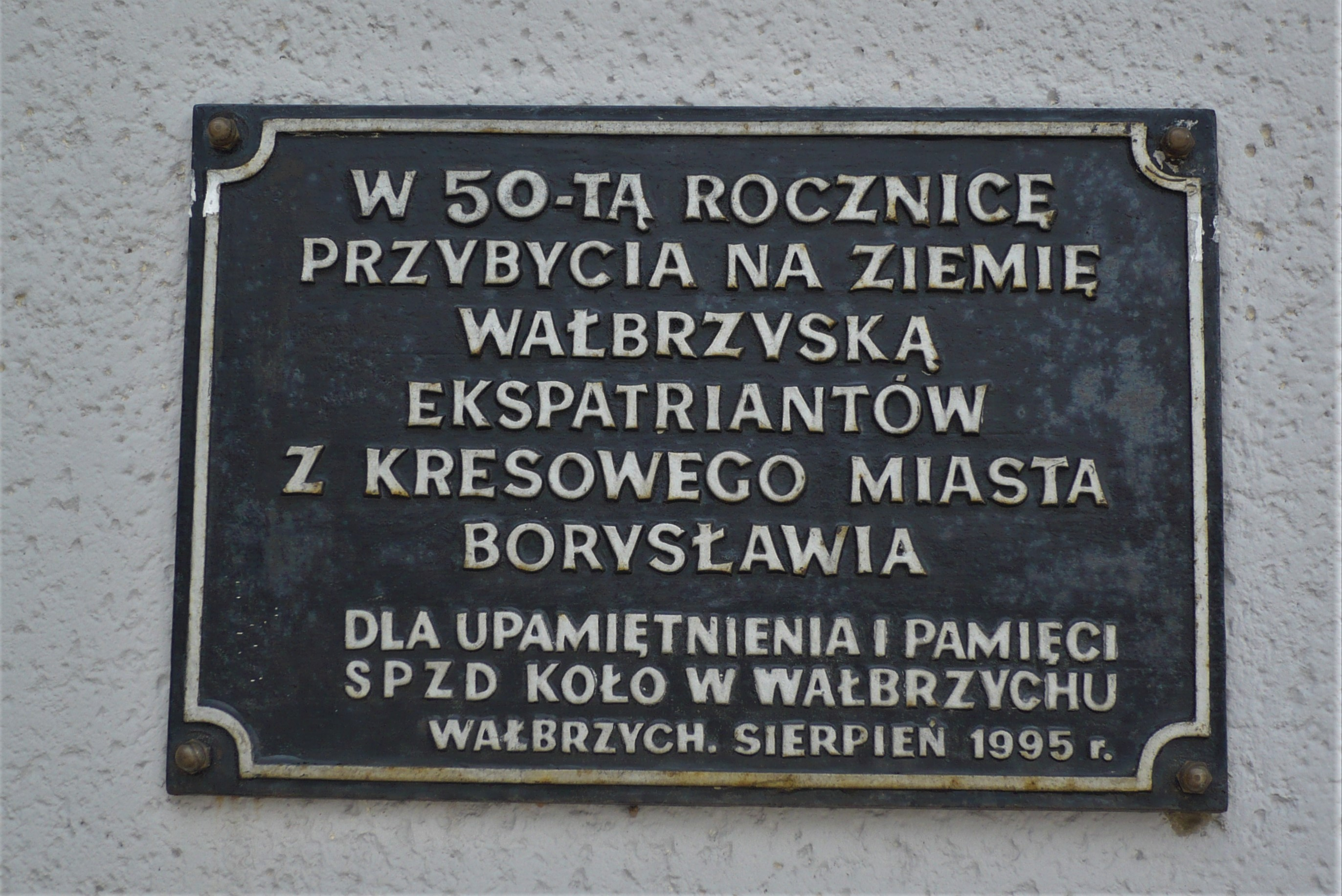
Tablica w Starej Kopalni – Centrum Nauki i Sztuki w Wałbrzychu

## Pobliskie miejscowości
- Drohobycz, Sambor, Stryj, Truskawiec